# Alex Chandon
Alex Chandon (North London, 3 de novembre de 1968) és un director de cinema, escriptor i artista digital anglès.

## Biografia
Les seves primeres pel·lícules, Drillbit i Bad Karma, van comptar amb molts músics de l'escena anarcopunk del Regne Unit, en particular Ben Bethell, Dan MacCintyre, William 'Bill' Corbett de The Apostles i Julian Portinari de Pallor.
El seu llançament més destacat fins ara és Cradle of Fear, protagonitzat per Dani Filth en un paper principal, i altres membres de Cradle of Filth en cameos.
Chandon va ser conegut principalment per especialitzar-se en pel·lícules de terror de micropressupost directe, però els seus darrers projectes, especialment Borderline (2006), amb música de The Dark Poets, mostren un costat més madur al seu treball. Ara s'ha escollit Borderline per a l'Arxiu Nacional del British Film Institute.
Chandon va dirigir el projecte de 1.000.000 £ Inbred, que es va rodar el juliol de 2010 a la ciutat mercat de Thirsk. El guió de la pel·lícula de terror de comèdia negra va ser co-escrit per Paul Shrimpton.

El curt Teleportal de Chandon, el guió del qual s'ha adaptat de Paul Shrimpton, es va convertir en un curtmetratge. El curt es va estrenar el 16 de setembre de 2009 com a segment de la pel·lícula d'antologia Zombieworld el febrer de 2015 en DVD. and was released as segment of the anthology film Zombieworld in February 2015 on DVD.

### Vídeos musicals
La relació de Chandon amb Cradle of Filth també ha produït vídeos musicals per a les cançons "From the Cradle to Enslave", "No Time to Cry" i "Her Ghost in the Fog", com a més de documentals als seus DVD PanDaemonAeon i Heavy, Left-handed and Candid.

## Filmografia
| Any  | Pel·lícula                          | Acreditat com a | Acreditat com a | Acreditat com a | Acreditat com a | Acreditat com a | Acreditat com a        | Acreditat com a     |
| Any  | Pel·lícula                          | Director        | Productor       | Guionista       | Actor           | Editor          | Director de fotografia | Role                |
| ---- | ----------------------------------- | --------------- | --------------- | --------------- | --------------- | --------------- | ---------------------- | ------------------- |
| 1982 | Nightmare                           | Sí              | Sí              | Sí              | Sí              | Sí              | Sí                     |                     |
| 1988 | Chainsaw Scumfuck                   | Sí              | Sí              | Sí              | Sí              | Sí              | Sí                     |                     |
| 1989 | Bad Manor                           | Sí              | Sí              | Sí              | Sí              | Sí              | Sí                     |                     |
| 1991 | Bad Karma                           | Sí              | Sí              | Sí              | Sí              | Sí              | Sí                     | Canviador de formes |
| 1992 | Drillbit                            | Sí              | Sí              | Sí              | No              | Sí              | Sí                     |                     |
| 1997 | Night Pastor                        | Sí              | No              | Sí              | Sí              | Sí              |                        |                     |
| 1997 | Pervirella                          | Sí              | No              | Sí              | Sí              | Sí              | Sí                     | Savage Dynamite     |
| 1998 | Lock, Stock and Two Smoking Barrels | No              | No              | No              | No              | No              | No                     | Department d’art    |
| 1998 | Cradle of Filth: PanDaemonAeon      | Sí              | No              | No              | No              | No              | No                     | Co-Director         |
| 1998 | Siamese Cop                         | No              | No              | Sí              | No              | No              | No                     |                     |
| 1998 | Witchcraft X: Mistress of the Craft | No              | No              | No              | Sí              | No              | No                     | Agent Roberts       |
| 2000 | Peaches                             | No              | No              | Sí              | No              | No              | No                     | Storyboards         |
| 2001 | Cradle of Fear                      | Sí              | Sí              | Sí              | No              | No              | No                     |                     |
| 2003 | The Sick Room                       | No              | No              | Sí              | No              | No              | No                     |                     |
| 2005 | BV-01                               | No              | No              | No              | Sí              | No              | No                     | Voice-Over          |
| 2006 | Borderline                          | Sí              | No              | Sí              | No              | No              | No                     |                     |
| 2007 | Gerry Judah                         | Sí              | No              | Sí              | No              | No              | No                     |                     |
| 2007 | Slash Hive                          | No              | No              | No              | No              | No              | No                     | Digital FX          |
| 2008 | The Bill                            | No              | No              | No              | No              | No              | No                     | Digital FX          |
| 2008 | Neon Killer                         | No              | No              | No              | No              | No              | No                     | Digital FX          |
| 2008 | Comedy Lab - Peter Slater           | No              | No              | No              | No              | No              | No                     | Digital FX          |
| 2011 | Inbred                              | Sí              | Sí              | No              | No              | No              | No                     |                     |

## Vídeos musicals
| Any  | Títol                                              |
| ---- | -------------------------------------------------- |
| 1999 | "From the Cradle to Enslave" de Cradle of Filth    |
| 2000 | "Her Ghost in the Fog" de Cradle of Filth          |
| 2001 | "No Time to Cry" de Cradle of Filth                |
| 2001 | "Scorched Earth Erotica" de Cradle of Filth        |
| 2007 | "Insect" de Mainstream Distortion                  |
| 2008 | "KONFAB" de Runonsentence                          |
| 2010 | "Its So Cold" de The Dark Poets                    |
| 2010 | "Endless Zoom" de The Dark Poets                   |
| 2010 | "Sarah's Tribute to Oscar Wilde" de The Dark Poets |